# Atherigona torrida
Atherigona torrida är en tvåvingeart som beskrevs av Deeming 1971. Atherigona torrida ingår i släktet Atherigona och familjen husflugor.
Artens utbredningsområde är Nigeria. Inga underarter finns listade i Catalogue of Life.